# Österreichische Badmintonmeisterschaft 2003
Die Österreichische Badmintonmeisterschaft 2003 fand vom 31. Januar bis zum 2. Februar 2003 in Weiz statt. Es war die 46. Auflage der Meisterschaften.

## Medaillengewinner
| Disziplin    | Gold                                   | Silber                             | Bronze                             |
| ------------ | -------------------------------------- | ---------------------------------- | ---------------------------------- |
| Herreneinzel | Jürgen Koch                            | Peter Moritz                       | Heimo Götschl                      |
| Herreneinzel | Jürgen Koch                            | Peter Moritz                       | Martin de Jonge                    |
| Dameneinzel  | Simone Prutsch                         | Verena Fastenbauer                 | Karina Lengauer                    |
| Dameneinzel  | Simone Prutsch                         | Verena Fastenbauer                 | Susanne Hagleitner                 |
| Herrendoppel | Heimo Götschl Martin de Jonge          | Harald Koch Michael Lahnsteiner    | Bernd Huemer Markus Ratzenböck     |
| Herrendoppel | Heimo Götschl Martin de Jonge          | Harald Koch Michael Lahnsteiner    | Alexander Moser Daniel Pesserer    |
| Damendoppel  | Simone Prutsch Sabine Franz            | Verena Fastenbauer Karina Lengauer | Claudia Mayer Tina Riedl           |
| Damendoppel  | Simone Prutsch Sabine Franz            | Verena Fastenbauer Karina Lengauer | Iris Freimüller Susanne Hagleitner |
| Mixed        | Michael Lahnsteiner Verena Fastenbauer | Roman Zirnwald Simone Prutsch      | Harald Koch Ruth Kleinfelder       |
| Mixed        | Michael Lahnsteiner Verena Fastenbauer | Roman Zirnwald Simone Prutsch      | Michael Neufellner Sabine Franz    |